# Filet (equitació)
En equitació, un filet és un joc de tires, de cuir o sintètiques, que serveix per a mantenir el mos en el seu lloc a la boca del cavall.
És una embocadura composta de dos canonets de ferro prims i amb moviments en el centre, en els extrems hi ha uns cerclets, en les quals es col·loquen les corretges de les regnes i testeres. Serveix perquè els poltres s'acostumin a rebre el mos, i també perquè el genet tingui aquesta eina per a dominar el cavall en el cas de faltar la brida.